# Debreczeni József (politikus)
Debreczeni József (Dunaszentgyörgy, 1955. június 13.) politikus, politikai elemző, közíró, a Miskolci Egyetem adjunktusa, a Magyar Demokrata Fórum (MDF) egykori országgyűlési képviselője, 2010-ben újra képviselőjelöltje.

## Élete
Pakson, a Vak Bottyán Gimnáziumban érettségizett, 1973-ban. 1979-ben a Debreceni Egyetemen szerzett magyar–történelem szakos tanári diplomát, 1981-ben bölcsészdoktori címet. Ezután Kiskunmajsán, 1986-tól pedig Kecskeméten volt középiskolai történelemtanár.
1987-től az MDF szervezője. 1989-ben ellenzéki képviselőként az utolsó pártállami parlamentbe jutott az MDF színeiben. 1990-ben ismét országgyűlési képviselő lett. 1992-ben élesen bírálta párttársát, Csurka Istvánt szélsőségesnek tartott nézetei miatt. Egyik írásáról azt állította, hogy az a „náci ideológia alapját képezi”. A párt Országos Fegyelmi és Etikai Bizottsága ezért megrovásban részesítette, és 1993-ban Elek Istvánnal és Furmann Imrével együtt kizártak a frakcióból. Ezután kilépett a pártból.
1994-től már nem képviselő: a Miskolci Egyetem Szociológia tanszékén oktatott politológiát, 1998-tól a Károli Gáspár Református Egyetem kommunikáció szakán is tanított.
Közben 1994 és 1996 között Orbán Viktor személyes tanácsadója.
1996-ban az Országos Rádió és Televízió Testületben (ORTT) a Magyar Demokrata Néppárt (MDNP) delegáltja, 1998–2004 között a Panaszbizottság tagja.
2002-től előbb az Magyar ATV-n „Sajtóklub”, majd 2004–2009 között az Magyar Televízióban „Lapozó” címmel vezetett politikai elemzőműsort. 2005 nyara óta az MDF delegáltjaként tagja volt az Magyar Távirati Iroda (MTI) Tulajdonosi Tanácsadó Testületének.
1998 és 2002 között még Orbán Viktort támogatta. 2004–2005-ben azonban fokozatosan szembefordult Orbán Viktor politikájával. 2006-tól Gyurcsány Ferenc kormányzását kezdte el támogatni, baloldali sajtóorgánumokban azóta is számtalan Fideszt, ill. Orbán Viktort igen erősen bíráló elemzést tett közzé. 2008-ban a Magyar Demokratikus Charta egyik első aláírója.
2009 decemberében váratlanul bejelentette, hogy az MDF színeiben kívánja megmérettetni magát a 2010-es magyarországi országgyűlési választáson. A képviselőjelölt a párttal együtt elbukott.
2011. november 6-tól a Demokratikus Koalíció párt alelnöke.
A 2018-as országgyűlési választáson a Demokratikus Koalíció jelöltje volt Miskolcon, akit a Magyar Szocialista Párt is támogatott. A Fidesz és a Jobbik jelöltje mögött végzett 11%-kal.

## Perek

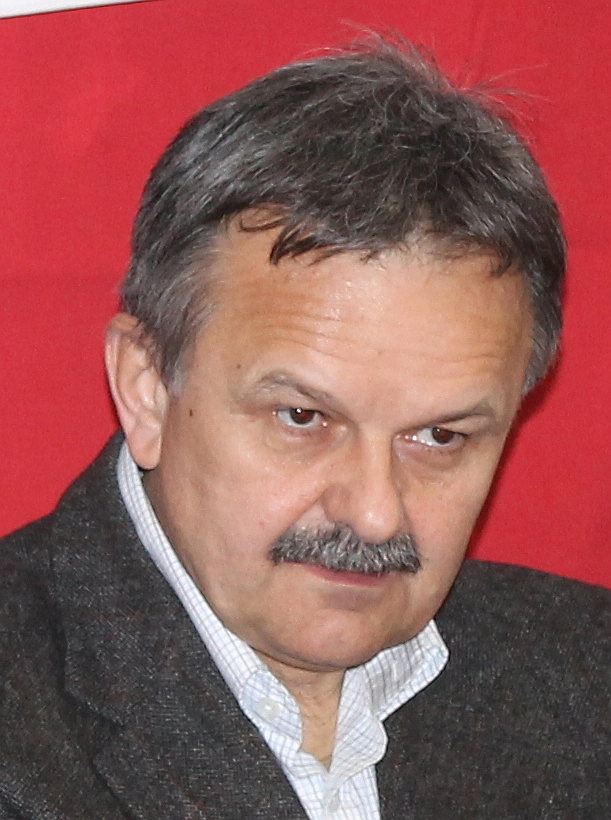
Debreczeni József (2014)

Egy valótlanságokat tartalmazó cikke miatt 2009-ben bocsánatkérésre kényszerült. Egy 2008 őszén megjelent cikke – A diktatúra árnyéka – nyomán a budapesti II. és III. kerületi bíróság aljas indokból, nagy nyilvánosság előtt elkövetett rágalmazás bűncselekménye miatt elítélte és első fokon százezer forint pénzbírsággal sújtotta. Másodfokon a Fővárosi Bíróság felmentette a publicistát, a cikk teljes szövegét vizsgálva Debreczeni állításait a véleményműfajba sorolta és a véleménynyilvánítás szabadságára hivatkozott a bíró. Harmadfokon, 2011. január 20-án csütörtökön a Fővárosi Ítélőtábla jogerőre emelte a másodfokú ítéletet, azonban az ítélet szóbeli indoklását is átformálta.
2006-ban a Havaria Press egyik hírében azt állította, hogy Debreczeni ügynök volt, ezt azonban nem tudta bebizonyítani. A nyilvánosságra hozott dokumentumok fényében ugyanis nyilvánvalóvá vált, hogy nem Debreczenire vonatkozó iratokat találtak.

## Könyvei
Három különböző politikai kötődésű miniszterelnök életrajzát is megírta. Első könyve, A miniszterelnök Antall József és a rendszerváltozás (vagy rövidebben, ahogy a könyv címlapján is szerepel: A miniszterelnök) Antall József életútját követi végig a rendszerváltozás idején. Második könyve, az Orbán Viktor a Fidesz akkori elnökének, korábbi és későbbi miniszterelnöknek életrajza. A harmadik, Az új miniszterelnök Gyurcsány Ferenc életét dolgozza fel. A könyvek tartalmát kritizálták azok alanyai iránti aktuális elfogultsága miatt, kiváltképp a Gyurcsány Ferenc életével foglalkozót.

### Megjelent művei
- Melyik játékot játsszuk? (T-Twins, 1993) ISBN 9637977503
- Restauráció (Széphalom Könyvműhely, 1996) ISBN 9638277742
- A győzelem ára (Osiris, 2000) ISBN 9633798523
- A miniszterelnök. Antall József és a rendszerváltozás (Osiris, 1998) ISBN 9633894123
- Orbán Viktor (Osiris, 2002) ISBN 9633894433
- Orbán Viktor; 2. jav. kiad.; Osiris, Bp., 2003
- Már megint egy új lap! 1988-tól az EU-ig első évfolyam első számok tükrében; összeáll. Balázs István, tan. Debreczeni József, Kéri László; Animus, Bp., 2004
- Az új miniszterelnök (Osiris, 2006) ISBN 9633898447
- Hazárdjáték (Bíbor Kiadó, 2007) ISBN 9789639634640
- Arcmás (Noran Libro Kiadó, 2009) ISBN 9789638857613
- Húsz év; Deborjó, Miskolc, 2010
- A politika fertője; Miskolc, 2011
- Bibó-breviárium. Szemelvények Bibó István műveiből; vál., előszó Debreczeni József; Alexandra–Bibó István Közéleti Társaság, Pécs–Bp., 2011
- A 2006-os ősz (Bíbor Kiadó, 2012, majd 2021) ISBN 9789630844338
- A fideszes rablógazdaság (De.hukönyv, 2013) ISBN 9789630877398
- Ne bántsd a cigányt! Politikai vitairat; de.hukönyv, Miskolc, 2014 ISBN 9789631204964
- A „szürke dominanciás” (De.hukönyv, 2016) ISBN 978-615-80589-0-2
- Demokratikus Koalíció, 2011–2016. Ötévkönyv; szerk. Debreczeni József, Kolber István; Új Köztársaságért Alapítvány, Bp., 2016
- Az Orbán-rezsim, 2010-20??; De.hukönyv, Miskolc, 2017 ISBN 9786158058919

## Díjai, elismerései
- Pethő Sándor-díj (2004)
- Radnóti Miklós antirasszista díj (2007)
- Húszéves a Köztársaság díj (2009)[12]

### Újságcikkei
- A Népszabadság napilapban 2002 óta megjelent cikkei
- A 168 óra hetilapban megjelent cikkei[halott link] (2006–2009)
- Populizmus, fasizmus, nácizmus – Mozgó Világ, 2006. december